# Byron Irvin
Byron Edward Irvin (La Grange, 2 dicembre 1966) è un ex cestista statunitense, professionista nella NBA, in Israele e in Messico.

## Carriera
È stato selezionato dai Portland Trail Blazers al primo giro del Draft NBA 1989 (22ª scelta assoluta).

## Statistiche

### College
| Anno      | Squadra         | PG  | PT | MP   | TC%  | 3P%  | TL%  | RP  | AP  | PRP | SP  | PP   |
| --------- | --------------- | --- | -- | ---- | ---- | ---- | ---- | --- | --- | --- | --- | ---- |
| 1984-1985 | Ark. Razorbacks | 33  | 3  | 15,5 | 47,7 | -    | 57,7 | 1,8 | 1,2 | 0,6 | 0,0 | 5,4  |
| 1985-1986 | Ark. Razorbacks | 28  | 19 | 23,5 | 44,8 | -    | 70,8 | 2,8 | 1,6 | 1,1 | 0,1 | 9,9  |
| 1987-1988 | Missouri Tigers | 30  | 19 | 26,8 | 51,4 | 39,3 | 71,8 | 3,5 | 2,6 | 1,1 | 0,2 | 12,9 |
| 1988-1989 | Missouri Tigers | 36  | 32 | 32,4 | 53,2 | 34,8 | 82,6 | 4,7 | 3,2 | 1,8 | 0,2 | 19,7 |
| Carriera  | Carriera        | 127 | 73 | 24,7 | 50,1 | 36,8 | 75,6 | 3,2 | 2,2 | 1,2 | 0,1 | 12,2 |